# Giampietro Cutrino
Giampietro Cutrino, detto Gip (Padova, 15 maggio 1974), è un conduttore televisivo italiano naturalizzato svizzero.

## Biografia

### Televisione
Iniziò la carriera televisiva sul canale musicale MTV, col programma MTV Mad, nel quale proponeva sketch comici e sfide curiose e a tratti apertamente trash. Dal 2001 al 2010 ha fatto parte del cast de Le Iene, su Italia 1. Dal 2001 al 2003 prende parte, come autore e regista, al programma televisivo I Munchies, in onda prima su Italia Uno, e in seguito su Mtv. Nel 2005 è stato autore e regista di un programma di viaggi chiamato Stand Up, un buon motivo per alzarsi in piedi, trasmesso da SKY, nel quale viaggiava su un camper con quattro amici attraversando Stati Uniti, Messico, Guatemala, Honduras, Nicaragua e Costa Rica per un periodo di sei mesi. Dal 2007 diventa uno dei conduttori del programma in stile candid camera Balls of Steel, trasmesso da Rai 2. L'anno successivo passa a condurre Lo show più buono che ci sia, sull'emittente All Music.
Nel 2009 condusse su All Music il programma di viaggi Sofà So Good, nel quale approfondiva le dinamiche del circuito del couchsurfing viaggiando tra Giappone, Maldive e Indonesia. Nello stesso anno è stato impegnato con il progetto One million year. Nel 2011 sviluppò il progetto Vip On Board . In questo progetto, sponsorizzato dai marchi Quiksilver e Bear, insegnava le pratiche del surf e dello snowboard a personaggi dello spettacolo italiani in mete turistiche suggestive quali Hawaii, Puerto Escondido, Baja California, Biarritz e le Dolomiti. Su Rai Movie ha recitato nella sitcom Virus, scritta da Francesco Cinquemani con Roberta Garzia e Michele Picello.

### Regista
Nel 2003 cura la realizzazione del video L'italiano medio degli Articolo 31.	
Nel 2006 si occupa della realizzazione del videoclip Honey Doll di Tying Tiffany.